# Малашовецька сільська рада (Зборівський район)
Малашове́цька сільська́ ра́да — адміністративно-територіальна одиниця та орган місцевого самоврядування у Зборівському районі Тернопільської області. Адміністративний центр — село Малашівці.

## Загальні відомості
Малашовецька сільська рада утворена в 1939 році.
- Територія ради: 2,83 км²
- Населення ради: 705 осіб (станом на 2001 рік)
- Територією ради протікає річка Серет

## Населені пункти
Сільській раді підпорядковані населені пункти:
- с. Малашівці
- с. Іванківці

## Склад ради
Рада складалася з 15 депутатів та голови.
- Голова ради: Юрик Степан Іванович
- Секретар ради: Тарговська Світлана Федорівна

### Керівний склад попередніх скликань
| Прізвище, ім'я, по батькові | Основні відомості                                                                | Дата обрання | Дата звільнення |
| --------------------------- | -------------------------------------------------------------------------------- | ------------ | --------------- |
| Юрик Степан Іванович        | Сільський голова, 1950 року народження, освіта вища, член Народного Руху України | 26.03.2006   | 31.10.2010      |
| Юрик Степан Іванович        | Сільський голова, 1950 року народження, освіта вища, член Народного Руху України | 31.10.2010   |                 |

Примітка: таблиця складена за даними сайту Верховної Ради України

### Депутати
За результатами місцевих виборів 2010 року депутатами ради стали:

#### За суб'єктами висування
| Суб'єкт висування       | Кількість обраних депутатів | %  |
| ----------------------- | --------------------------- | -- |
| Самовисування           | 12                          | 80 |
| Партія «Справедливість» | 3                           | 20 |

#### За округами
| № округу                | Прізвище, ім'я, по батькові     | Дата визнання обраним | Освіта             | Партійна приналежність       | Відомості про обраного депутата                                |
| ----------------------- | ------------------------------- | --------------------- | ------------------ | ---------------------------- | -------------------------------------------------------------- |
| Партія «Справедливість» |                                 |                       |                    |                              |                                                                |
| 2                       | Мостова Галина Борисівна        | 05.11.2010            | вища               | позапартійна                 | СГК «Дніпро», бухгалтер                                        |
| 11                      | Кметь Світлана Петрівна         | 05.11.2010            | середня            | член Партії «Справедливість» | тимчасово не працює                                            |
| 13                      | Кметь Наталія Юліянівна         | 05.11.2010            | середня            | член Партії «Справедливість» | тимчасово не працює                                            |
| Самовисування           |                                 |                       |                    |                              |                                                                |
| 1                       | Уніят Тарас Васильович          | 05.11.2010            | середня            | позапартійний                | ТВДСОВДСО при УМВС України в Тернопільській області, охоронець |
| 3                       | Костенко Володимир Богданович   | 05.11.2010            | середня            | позапартійний                | ПП «Володар» м. Тернопіль, водій                               |
| 4                       | Тараговська Світлана Федороівна | 05.11.2010            | середня спеціальна | позапартійна                 | Малашовецька сільська рада, секретар                           |
| 5                       | Пелих Віра Олександрівна        | 05.11.2010            | середня спеціальна | позапартійна                 | Малашовецька дільнична лікарня, медична сестра                 |
| 6                       | Погорілець Галина Олегівна      | 05.11.2010            | незакінчена вища   | позапартійна                 | загальноосвітня школа І-ІІ ст. с. Кобзарівка, вчитель          |
| 7                       | Горбатюк Володимир Олегович     | 05.11.2010            | середня спеціальна | позапартійний                | СГК «Дніпро», бригадир                                         |
| 8                       | Замкова Неоніла Петрівна        | 05.11.2010            | середня спеціальна | позапартійна                 | фельдшерсько-акушерський пункт с. Іванківці, завідувач         |
| 9                       | Каровський Василь Васильович    | 05.11.2010            | середня            | позапартійний                | ГУ МНС в Тернопільській області, водій                         |
| 10                      | Безкоровайна Людмила Йосифівна  | 05.11.2010            | середня спеціальна | позапартійна                 | бібліотека с. Іванківці, завідувачка                           |
| 12                      | Коцай Наталія Степанівна        | 05.11.2010            | середня            | позапартійна                 | тимчасово не працює                                            |
| 14                      | Мендюк Ігор Петрович            | 05.11.2010            | середня            | позапартійний                | Професійно-технічне училище № 4, учень                         |
| 15                      | Лановик Михайло Іванович        | 05.11.2010            | вища               | позапартійний                | СГК «Дніпро», інженер                                          |